# 戴冀农
戴冀农（1909年—2010年5月3日），原名戴中和，男，直隶（今河北）蠡县人，中华人民共和国政治人物，曾任河北省政协副主席。